# 形式电荷

臭氧和硝酸根离子中的形式电荷（图中蓝色）

形式电荷（英語：Formal charge，FC）是指在分子中，假定所有化学键的电子在原子之间均等共享（不考虑相对电负性），一个原子所分配到的电荷。当确定某个分子的最佳路易士结构（或主要共振结构）时，所选结构使得每个原子上的形式电荷尽可能接近于零。
分子中任何原子的形式电荷可以通过下式计算得出：
{\displaystyle FC=V-N-{\frac {B}{2}}\ }
其中V是孤立的中性原子（基态）的价电子数，N是分子中该原子未成键价电子数，B是与分子中其它原子成键共享的电子的总数。
形式电荷可以用来预测分子结构、估计分子稳定性、解释分子偶极方向（如CO）和理解配位行为。

## 示例
- CO2是一个中性分子，共有16个价电子。有三种不同的方法可以画其Lewis结构：
  - 碳通过单键连接至2个氧原子（C = +2，O = −1，形式电荷为0）
  - 碳通过单键连接一个氧，双键连接另一个氧（C = +1, O双键 = 0，O单键 = −1，形式电荷为0）
  - 碳通过双键连接至2个氧原子（C = 0，O = 0，形式电荷为0）

即使三种结构计算出的总电荷为零，最后一种结构是最好的，因为其分子中根本没有电荷。

### 替代方法
下列方法是等价的：
- 在需要计算形式电荷的原子周围绘制一个圆圈（如下面的二氧化碳）：

- 计算原子的“圈”中的电子数。 由于圆圈将共价键切割为“一半”，每个共价键计为一个电子而不是两个。
- 元素在周期表中所在族（来自旧的编号系统的罗马数字，而不是IUPAC的1-18系统）中减去圆圈中的电子数，以确定形式电荷。

- 对于该二氧化碳Lewis结构中的剩余原子计算的形式电荷，如下图所示。

需要注意的是，形式电荷只是“形式”，如同形式主义那样。形式电荷的体系只是一种方法，当分子形成时，确定每个原子的所有价电子。

### 形式电荷与氧化态的比较
形式电荷是评估分子内电荷分布的工具。氧化态也能对电子在分子中的分布进行评估。如果比较二氧化碳中的原子的形式电荷和氧化态，可以得到以下数据：
这些值之间差异的原因是形式电荷和氧化态表示的是分子中原子之间的电子分布的根本不同的方式。通过形式电荷，假定每个共价键中的电子在键中的两个原子之间十分均匀地分开（因此可以在上述方法中除以2）。CO2分子的形式电荷如下图所示：
在用形式电荷计算时，过分强调了化学键的共价（共享）成分，实际上氧原子和碳原子相比，具有较高的电负性，所以氧原子周围具有较高的电子密度。 这可以在静电电位图中有效地实现可视化。
而以氧化态的形式进行处理时，键中的电子被“授予”具有更大电负性的原子。CO2分子的氧化态如下图所示： 
氧化态过分强调化学键的离子成分，大多数化学家认为碳和氧之间的电负性差异不足以将其视作离子键。
实际上，分子中的电子分布位于这两个极端（共价键至离子键）之间的某处。而正因为分子的简单的路易士结构图存在不足，让斯莱特、鮑林发展出了更加普遍适用且准确的价键理论，马利肯、洪特等人提出了分子轨道理论。